# 天門郡
天门郡，中国古代的郡。
三国东吴永安六年（263年），稾梁山裂，好像在千仞石壁上开天门，吴景帝孙休把稾梁山改为天门山，分武陵郡西北部零阳县（今湖南省慈利县）、充县（今桑植县）2县置天门郡。后又新设溇中县（今张家界市）。郡治零阳县。晋武帝太康四年（283年），改充县为临澧县。晋朝下辖零阳县、溇中县、充县（临澧县）、澧阳县（今石门县）。劉宋时，天门郡治澧阳县，下辖澧阳县、临澧县、零阳县、溇中县。隋朝开皇九年（589年），废天门郡，置澧州。